# Снежана Вукићевић Чворо
Снежана Вукићевић Чворо (Херцег Нови, 1960) српска је књижевница и сликарка из Херцег Новог. Ауторка је збирки песама и прича и једног романа, те цртежа и акварела.

## Биографија
Завршила је новинарство, а потом стекла и ликовно образовање. Потиче из песничке породице – њена мајка Десанка Шућур је такође била књижевница, па је већ у раној доби записала своје прве стихове. На формирање Снежаниног поетског пута утицао је скуп боема, међу којима су били истакнути песници: Александар Секулић, Јаков Гробаров и Бранислав Петровић. Књижевник Гаро Јовановић, инспирисан њеним стиховима, записао је: „И као да нема угледања, него први пут узима перо, као једини човјек на свијету који не зна да постоје пјесници и пјесници, него пише по нагону, боље рећи вођена интуитивно неком незнаном циљу”. Снежана заговара истраживање у уметности, потрагу за душевним леком, насупрот комерцијализацији која доводи до кризе уметничке личности.
Након поезије за одрасле, из радозналости је почела да пише и прозу, а онда да се бави и дечјом и духовном књижевношћу и спаривињем поезије са музиком. Уређује зборнике, међу којима се издвајају „Његош и Андрић – или Његош као Андрићева инспирација” и „Светосавско кандило”. У сликарству је такође остала песникиња, бранећи „свој део слободе”. Приредила је петнаест изложби цртежа и акварела, а у последње време тежи бављењу углавном тим позивом.
Учесник је бројних јавних манифестација, неретко као члан жирија. Добитник је Видовданске повеље за дјечју књижевност Центра за културу Књижевна трибина „Ријеч” из Подгорице и Награде за најбољу књигу за дјецу објављену у Црној Гори 2006. године – „Осамнаест зимских прича и двије воћне” – Удружења црногорских писаца за дјецу и младе. Била је члан Удружења књижевника Црне Горе и секретар Књижевне заједнице Херцег Новог, а сада је секретар СПКД „Просвјета” Херцег Нови и члан Удружења књижевника Србије.
Увршћена је у „Енциклопедију националне дијаспоре”, коју уређује Иван Калаузовић Иванус.
Живи и ради у Херцег Новом.